# Gémima Joseph
Gémima Joseph (Kourou, Guayana Francesa, 17 de octubre de 2001) es una deportista francesa que compite en atletismo, especialista en las carreras de velocidad.
Ganó una medalla de plata en los Relevos Mundiales 2024 y una medalla de plata en el Campeonato Europeo de Atletismo de 2024. Participó en los Juegos Olímpicos de Tokio 2020, ocupando el séptimo lugar en la prueba de 4 × 100 m.

## Palmarés internacional
| Relevos Mundiales  | Relevos Mundiales | Relevos Mundiales | Relevos Mundiales |
| Año                | Lugar             | Medalla           | Prueba            |
| ------------------ | ----------------- | ----------------- | ----------------- |
| 2024               | Nasáu (Bahamas)   | Medalla de plata  | 4 × 100 m         |
| Campeonato Europeo |                   |                   |                   |
| Año                | Lugar             | Medalla           | Prueba            |
| 2024               | Roma (Italia)     | Medalla de plata  | 4 × 100 m         |